# Emiliano García-Page Sánchez
Emiliano García-Page Sánchez (Toledo, 11 de juny de 1968) és un polític espanyol, alcalde de la seva ciutat natal (2007-2015) i president de la Junta de Comunitats de Castella-la Manxa des de 2015.

## Biografia
Nascut a Toledo el 11 de junio de 1968. Afiliat a les Joventuts Socialistes com a menor d'edat, es va convertir en regidor de l'Ajuntament de Toledo amb 19 anys, el 1987. Es va llicenciar en Dret a la Universitat de Castilla-La Mancha.
Membre dels governs autonòmic castellanomanxecs de José Bono i José María Barreda, després de les eleccions municipals de maig de 2007, va ser investit alcalde de Toledo el 16 de juny.
Va ser senador designat per les Corts de Castella-la Manxa a la desena legislatura des de 2011 fins 2015. Cap de llista per la província de Toledo a les eleccions autonòmiques de 2015, es va convertir en diputat regional, i després d'un pacte amb el grup parlamentari de Podem, va ser investit president de Junta de Comunitats de Castella-la Manxa. Va prendre possessió del càrrec el 4 de juliol al Palau de Fuensalida.